# 비디오스파일렛
비디오스파일렛(Videospeilet)은 1986년 NRK에서 방영된 노르웨이 음악 프로그램이다. 이 프로그램은 뮤직 비디오에 중점을 두고 금요일에 방송되었다. 비디오스파일렛은 초기에는 에스펜 베라넥 홀름이 이끌었고 요스타인 페데르센은 1986년 가을에 프로그램 관리자 직책을 맡았다.
닐스 비에르게, 이바르 디르하우그, 베라넥, 토르스테인 베그하임이 프로그램 편집팀에 참여했다.
비디오스파일렛은 1987년에 팝과 록을 향한 베라의 창으로 이어졌다.